# Daniela Petrescu
Daniela Petrescu (geb. Bran; * 13. April 1968) ist eine ehemalige rumänische Hindernis-, Langstrecken- und Mittelstreckenläuferin.
Bei den Crosslauf-Weltmeisterschaften kam sie 1994 in Budapest auf Platz 67 und 1995 in Durham auf Platz 85.
1998 blieb sie am 21. Juni in Bukarest mit 9:55,28 min als erste Frau über 3000 m Hindernis unter der Zehn-Minuten-Marke und gewann in derselben Disziplin Silber bei den Goodwill Games.
2002 belegte sie bei den Crosslauf-Weltmeisterschaften in Dublin den 47. Platz auf der Kurzstrecke und wurde Zweite beim Bukarest-Marathon.
Zweimal wurde sie Rumänische Meisterin im Crosslauf (1995, 2002) und je einmal über 800 m (1990), 5000 m (1994) und über 3000 m Hindernis (1998).

## Persönliche Bestzeiten
- 800 m: 1:58,58 min, 22. Juli 1990, Bukarest
  - Halle: 2:02,58 min, 10. Februar 1991, Stuttgart
- 1500 m: 4:08,2 min, 21. Juli 1990, Bukarest
- 2000 m: 5:48,29 min, 19. Juni 1999, Istanbul
- 5000 m: 15:42,87 min, 15. Juni 1996, Bukarest
- Marathon: 2:40:35 h, 6. Oktober 2002, Bukarest
- 3000 m Hindernis: 9:54,86 min, 7. August 2000, Bukarest